# Cantonul Rodez-Est
Cantonul Rodez-Est este un canton din arondismentul Rodez, departamentul Aveyron, regiunea Midi-Pyrénées, Franța.

## Comune
- Le Monastère
- Rodez (parțial, reședință)
- Sainte-Radegonde